# Abdelaziz Barrada
Abdelaziz Barrada (àrab: عبد العزيز برادة)  (Provins, 19 de juny de 1989 - Bailly-Romainvilliers, 24 d'octubre de 2024), també conegut com a Abdel, fou un futbolista professional marroquí que jugava com a migcampista. Fou internacional amb la selecció marroquina.

## Carrera esportiva
Després de jugar tres anys a les categories inferiors del PSG, Barrada va ser fitxat a Espanya el 2010 pel Getafe CF, inicialment jugant amb el filial, que estava per primera vegada a la Segona Divisió B. El 14 de març de 2011, va signar el seu contracte professional amb el Getafe CF, i va resultar essencial al B perquè el club es quedés a la segona divisió B al final de temporada.
El 28 d'agost de 2011, Barrada va fer el seu debut a La Lliga amb el Getafe, jugant de titular 60 minuts en un empat 1–1 a casa contra el Llevant UE. Immediatament va ser a l'onze inicial de l'entrenador Luis García.
El 6 de novembre de 2011, Barrada va fer el seu primer gol pel Getafe, ajudant el seu equip (van jugar més de 60 minuts amb deu jugadors) a guanyar per 3–2 a casa contra l'Atlètic de Madrid. A mitjans de mes, el 17, va marcar dos gols en un 2–1 contra el RCD Mallorca.